# رکس لین
رکس لین (انگلیسی: Rex Linn؛ زادهٔ ۱۳ نوامبر ۱۹۵۶) یک هنرپیشه اهل ایالات متحده آمریکا است. وی از سال ۱۹۸۶ میلادی تاکنون مشغول فعالیت بوده‌است.
از فیلم‌ها یا برنامه‌های تلویزیونی که وی در آن نقش داشته‌است می‌توان به شکار، انهدام، وایت ایرپ، تفنگ آمریکایی، تفنگ آمریکایی، جزیره کاتروت، انفجاری از گذشته، تندردل، آخرین ایستادگی در رودخانه صیبر، زودیاک و اطلس شورید: قسمت دوم اشاره کرد.